# کیمینکی‌یوکی

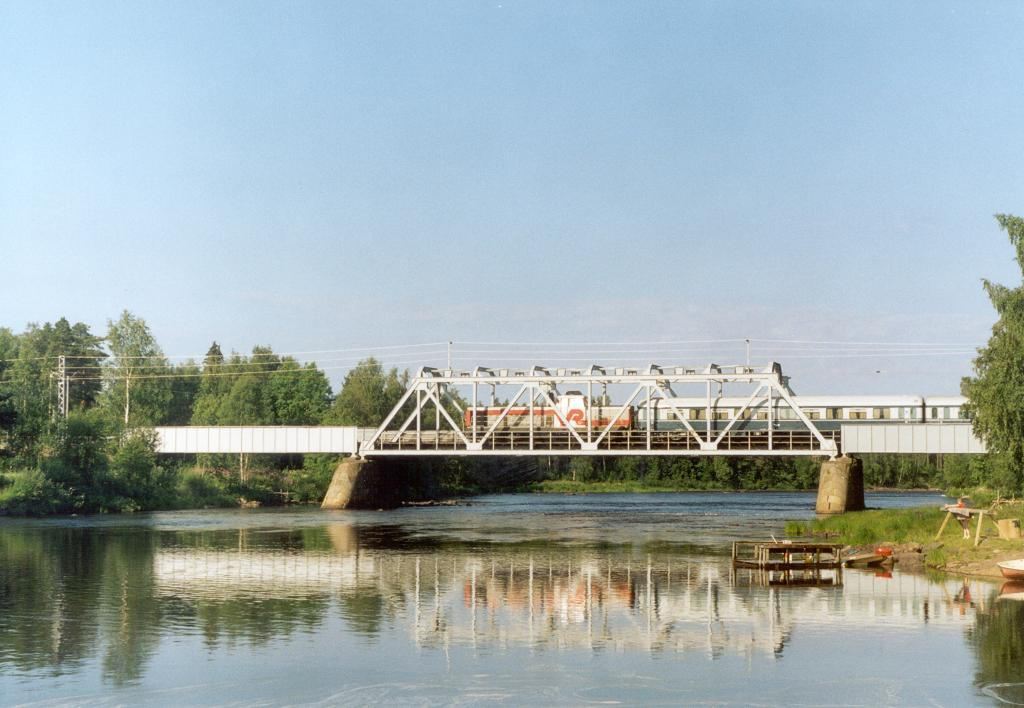

کیمینکی‌یوکی (سوئدی: Kiminge älv) رودخانه ای در فنلاند با طول ۱۷۰ کیلومتر (۱۱۰ مایل) در منطقه اوستروبوتنیای شمالی در فنلاند است که به خلیج بوتنیان می‌ریزد.